# São Pedro da Cipa
São Pedro da Cipa là một đô thị thuộc bang Mato Grosso, Brasil. Đô thị này có diện tích 344,36 km², dân số năm 2007 là 3963 người, mật độ 11,51 người/km².